# Stożek (rejon krzemieniecki)
Stożek (ukr. Стіжок) – wieś na Ukrainie w rejonie krzemienieckim obwodu tarnopolskiego.

## Zabytki
- zamek - zniszczony w XVI w., nie istnieje[2].